# Дискография Арианы Гранде
Дискография американской певицы Арианы Гранде состоит из семи студийных альбомов, одного концертного альбома, одного ремикс-альбома, двух мини-альбомов, 54 сингла (включая 16 в качестве приглашённого артиста) и 17 промо-снглов.

## Альбомы

### Студийные альбомы
| Название                                                                               | Информация об альбоме                                                                         | Высшая позиция в чартах | Высшая позиция в чартах | Высшая позиция в чартах | Высшая позиция в чартах | Высшая позиция в чартах | Высшая позиция в чартах | Высшая позиция в чартах | Высшая позиция в чартах | Высшая позиция в чартах | Сертификации |
| Название                                                                               | Информация об альбоме                                                                         | US                      | AUS                     | CAN                     | DEN                     | FRA                     | ITA                     | NZ                      | SWE                     | UK                      | Сертификации |
| -------------------------------------------------------------------------------------- | --------------------------------------------------------------------------------------------- | ----------------------- | ----------------------- | ----------------------- | ----------------------- | ----------------------- | ----------------------- | ----------------------- | ----------------------- | ----------------------- | --- |
| Yours Truly                                                                            | Выпущен: 30 августа 2013 Лейбл: Republic Формат: LP, CD, цифровая загрузка, стриминг          | 1                       | 6                       | 2                       | 10                      | 183                     | —                       | 11                      | —                       | 7                       | RIAA: платиновый · BPI: золотой · IFPI NOR: золотой · MC: платиновый · SNEP: платиновый · |
| My Everything                                                                          | Выпущен: 25 августа 2014 Лейбл: Republic Формат: LP, CD, цифровая загрузка, стриминг          | 1                       | 1                       | 1                       | 2                       | 18                      | 4                       | 3                       | 2                       | 3                       | RIAA: 2× платиновый · ARIA: платиновый · BPI: платиновый · FIMI: платиновый · GLF: платиновый · IFPI DEN: 2× платиновый · IFPI NOR: 6× платиновый · MC: 3× платиновый · SNEP: платиновый ·                 |
| Dangerous Woman                                                                        | Выпущен: 20 мая 2016 Лейбл: Republic Формат: LP, CD, цифровая загрузка, стриминг              | 2                       | 1                       | 2                       | 5                       | 8                       | 1                       | 1                       | 4                       | 1                       | RIAA: 2× платиновый · BPI: платиновый · FIMI: платиновый · GLF: золотой · IFPI DEN: 2× платиновый · IFPI NOR: 2× платиновый · MC: 3× платиновый · SNEP: платиновый ·                                       |
| Sweetener                                                                              | Выпущен: 17 августа 2018 Лейбл: Republic Формат: LP, CD, цифровая загрузка, кассета, стриминг | 1                       | 1                       | 1                       | 2                       | 2                       | 1                       | 1                       | 1                       | 1                       | RIAA: платиновый · ARIA: платиновый · BPI: платиновый · FIMI: золотой · GLF: золотой · IFPI DEN: платиновый · IFPI NOR: платиновый · MC: 2× платиновый · RMNZ: платиновый · SNEP: золотой ·                |
| Thank U, Next                                                                          | Выпущен: 8 февраля 2019 Лейбл: Republic Формат: LP, CD, цифровая загрузка, кассета, стриминг  | 1                       | 1                       | 1                       | 1                       | 3                       | 2                       | 1                       | 1                       | 1                       | RIAA: 2× платиновый · ARIA: платиновый · BPI: платиновый · FIMI: золотой · GLF: платиновый · IFPI DEN: платиновый · IFPI NOR: 4× платиновый · MC: 3× платиновый · RMNZ: 2× платиновый · SNEP: платиновый · |
| Positions                                                                              | Выпущен: 30 октября 2020 Лейбл: Republic Формат: LP, CD, цифровая загрузка, кассета, стриминг | 1                       | 2                       | 1                       | 2                       | 8                       | 8                       | 1                       | 3                       | 1                       | RIAA: платиновый · ARIA: золотой · BPI: золотой · FIMI: золотой · IFPI DEN: платиновый · IFPI NOR: платиновый · RMNZ: платиновый · SNEP: золотой ·                                                         |
| Eternal Sunshine                                                                       | Выпущен: 8 марта 2024 Лейбл: Republic Формат: LP, CD, цифровая загрузка, кассета, стриминг    | 1                       | 1                       | 1                       | 1                       | 2                       | 4                       | 1                       | 2                       | 1                       | BPI: золотой IFPI DEN: золотой MC: золотой RMNZ: золотой SNEP: золотой |
| «—» обозначает запись, которая не попала в чарт или не была выпущена на в этой стране. |                                                                                               |                         |                         |                         |                         |                         |                         |                         |                         |                         | |

### Сборники
| Название  | Информации об альбоме                                                                      | Пиковые позиции |
| Название  | Информации об альбоме                                                                      | JPN             |
| --------- | ------------------------------------------------------------------------------------------ | --------------- |
| The Remix | - Выпущен: 25 мая 2015 (Только в Японии) - Лейбл: Republic - Формат: CD, цифровая загрузка | 32              |

### Мини-альбомы
| Название                                                | Информация об альбоме                                                                     | Пиковая позиция в чартах | Пиковая позиция в чартах | Пиковая позиция в чартах | Пиковая позиция в чартах | Пиковая позиция в чартах | Продажи      |
| Название                                                | Информация об альбоме                                                                     | US                       | AUS                      | CAN                      | JPN                      | SWE                      | Продажи      |
| ------------------------------------------------------- | ----------------------------------------------------------------------------------------- | ------------------------ | ------------------------ | ------------------------ | ------------------------ | ------------------------ | ------------ |
| Christmas Kisses                                        | - Выпущен: 13 декабря 2013 (Великобритания) - Лейбл: Republic - Формат: Цифровая загрузка | —                        | —                        | —                        | —                        | —                        | - US: 16,000 |
| Love Me Harder EP                                       | - Выпущен: 21 ноября 2014 (Новая Зеландия) - Лейбл: Republic - Формат: Цифровая загрузка  | —                        | —                        | —                        | —                        | —                        |              |
| Christmas Kisses (Японское переиздание)                 | - Выпущен: 5 декабря 2014 (Япония) - Лейбл: Republic - Формат: CD, цифровая загрузка      | —                        | —                        | —                        | 25                       | —                        |              |
| Christmas & Chill                                       | - Выпущен: 18 декабря 2015 (Новая Зеландия) - Лейбл: Republic - Формат: Цифровая загрузка | 34                       | 49                       | 43                       | —                        | 30                       | - US: 35,000 |
| «—» означает, что альбом не попал в чарт данной страны. |                                                                                           |                          |                          |                          |                          |                          |              |

## Синглы

### Главный артист
| Название | Год  | Пиковая позиция в чартах | Пиковая позиция в чартах | Пиковая позиция в чартах | Пиковая позиция в чартах | Пиковая позиция в чартах | Пиковая позиция в чартах | Пиковая позиция в чартах | Пиковая позиция в чартах | Пиковая позиция в чартах | Пиковая позиция в чартах | Пиковая позиция в чартах | Сертификации | Альбом                                               |
| Название | Год  | US                       | AUS                      | CAN                      | DEN                      | IRE                      | ITA                      | JPN                      | NOR                      | NZ                       | SWE                      | UK                       | Сертификации | Альбом                                               |
| --- | ---- | ------------------------ | ------------------------ | ------------------------ | ------------------------ | ------------------------ | ------------------------ | ------------------------ | ------------------------ | ------------------------ | ------------------------ | ------------------------ | --- | ---------------------------------------------------- |
| «Put Your Hearts Up» | 2011 | —                        | —                        | —                        | —                        | —                        | —                        | —                        | —                        | —                        | —                        | —                        | - RIAA: Золото | Не сингл для альбома                                 |
| «The Way» (совместно с Mac Miller) | 2013 | 9                        | 37                       | 33                       | —                        | 51                       | —                        | 66                       | —                        | 31                       | —                        | 41                       | - RIAA: 3× Платина - ARIA: Золото | Yours Truly                                          |
| «Baby I» | 2013 | 21                       | 67                       | 57                       | —                        | —                        | —                        | 6                        | —                        | —                        | —                        | 145                      | - RIAJ: Золото | Yours Truly                                          |
| «Right There» (совместно с Big Sean) | 2013 | 84                       | 51                       | —                        | —                        | —                        | —                        | —                        | —                        | —                        | —                        | 113                      | - RIAA: Золото | Yours Truly                                          |
| «Last Christmas» | 2013 | 96                       | —                        | —                        | —                        | —                        | —                        | 73                       | —                        | —                        | —                        | 92                       | | Christmas Kisses                                     |
| «Love Is Everything» | 2013 | —                        | —                        | —                        | —                        | —                        | —                        | —                        | —                        | —                        | —                        | 132                      | | Christmas Kisses                                     |
| «Snow in California» | 2013 | —                        | —                        | —                        | —                        | —                        | —                        | —                        | —                        | —                        | —                        | 151                      | | Christmas Kisses                                     |
| «Santa Baby» (совместно с Лиз Гиллис) | 2013 | —                        | —                        | —                        | —                        | —                        | —                        | —                        | —                        | —                        | —                        | 155                      | | Christmas Kisses                                     |
| «Problem» (совместно с Игги Азалией) | 2014 | 2                        | 2                        | 3                        | 5                        | 1                        | 12                       | 16                       | 6                        | 1                        | 5                        | 1                        | - RIAA: 6× Платина - ARIA: 3× Платина - BPI: Платина - FIMI: 2× Платина - IFPI DEN: 2× Платина - IFPI NOR: 3× Платина - IFPI SWE: 3× Платина - MC: 3× Платина - RIAJ: Платина - RMNZ: Платина | My Everything                                        |
| «Break Free» (совместно с Зеддом) | 2014 | 4                        | 3                        | 5                        | 19                       | 9                        | 16                       | 19                       | 4                        | 5                        | 6                        | 16                       | - RIAA: 3× Платина - ARIA: 2× Платина - BPI: Золото - FIMI: Платина - IFPI DEN: Платина - IFPI NOR: 3× Платина - IFPI SWE: 4× Платина - MC: 2× Платина - RIAJ: Платина - RMNZ: Золото         | My Everything                                        |
| «Bang Bang» (совместно с Джесси Джей and Ники Минаж) | 2014 | 3                        | 4                        | 3                        | 10                       | 3                        | 47                       | 40                       | 15                       | 4                        | 15                       | 1                        | - RIAA: 5× Платина - ARIA: 3× Платина - BPI: Платина - FIMI: 2× Платина - IFPI DEN: Платина - IFPI NOR: 2× Платина - IFPI SWE: 2× Платина - MC: 3× Платина - RMNZ: 2× Платина                 | My Everything and Sweet Talker                       |
| «Love Me Harder» (совместно с The Weeknd) | 2014 | 7                        | 19                       | 10                       | 18                       | 33                       | 17                       | —                        | 22                       | 28                       | 26                       | 48                       | - RIAA: 3× Платина - ARIA: Платина - BPI: Серебро - FIMI: Платина - IFPI DEN: Платина - IFPI NOR: Платина - IFPI SWE: Платина - MC: Платина                                                   | My Everything                                        |
| «Brand New You» была записана в 2008 году для мюзикла «13» The two-track digital single ("A Little More Homework" as the B-side) was released on November 10, 2014 by Ghostlight Records. These two songs were also on the 13 (Original Broadway Cast Recording) album, which was released on September 30, 2008. | 2014 | —                        | —                        | —                        | —                        | —                        | —                        | —                        | —                        | —                        | —                        | —                        | | 13 — The Musical                                     |
| «Santa Tell Me» | 2014 | 11                       | 5                        | 8                        | 4                        | 11                       | 11                       | 24                       | 9                        | 6                        | 4                        | 8                        | - IFPI DEN: Золото | Christmas Kisses                                     |
| «One Last Time» | 2015 | 13                       | 15                       | 12                       | 19                       | 23                       | 6                        | 72                       | 22                       | 22                       | 22                       | 24                       | - RIAA: Платина - ARIA: Платина - BPI: Золото - FIMI: 2× Платина - IFPI DEN: Платина - IFPI NOR: Золото - IFPI SWE: 2× Платина                                                                | My Everything                                        |
| «E Più Ti Penso» (совместно с Андреа Бочелли) | 2015 | —                        | —                        | —                        | —                        | —                        | —                        | —                        | —                        | —                        | —                        | —                        | | Cinema                                               |
| «Focus» | 2015 | 7                        | 10                       | 8                        | 30                       | 14                       | 8                        | 19                       | 20                       | 16                       | 14                       | 10                       | - RIAA: Платина - ARIA: Золото - BPI: Серебро - FIMI: Платина - IFPI SWE: Платина - MC: Золото                                                                                                | Dangerous Woman                                      |
| «Dangerous Woman» | 2016 | 8                        | 18                       | 10                       | 31                       | 24                       | 19                       | 73                       | 27                       | 16                       | 30                       | 17                       | - RIAA: Платина - ARIA: Платина - BPI: Серебро - FIMI: Платина - IFPI SWE: Платина - MC: Золото - RMNZ: Платина                                                                               | Dangerous Woman                                      |
| «Into You» | 2016 | 13                       | 11                       | 13                       | 30                       | 12                       | 29                       | 25                       | 25                       | 9                        | 31                       | 14                       | - ARIA: Платина - BPI: Серебро - FIMI: Золото | Dangerous Woman                                      |
| «Side to Side» (при участии Ники Минаж) | 2016 | 4                        | 3                        | 4                        | 13                       | 5                        | 28                       | 74                       | 8                        | 2                        | 13                       | 4                        | | Dangerous Woman                                      |
| «Jason’s Song (Gave It Away)» | 2016 | —                        | —                        | —                        | —                        | —                        | —                        | —                        | —                        | —                        | —                        | —                        | | Dangerous Woman                                      |
| «Everyday» (при участии Фьючер) | 2017 | 55                       | 96                       | 54                       | —                        | 98                       | —                        | —                        | —                        | —                        | —                        | 123                      | | Dangerous Woman                                      |
| «Beauty and the Beast» (совместно с Джоном Леджендом) | 2017 | 87                       | 64                       | 70                       | —                        | 94                       | —                        | 10                       | —                        | —                        | —                        | 52                       | | Саундтрек к фильму «Красавица и Чудовище»            |
| «Over the Rainbow» | 2017 | —                        | —                        | —                        | —                        | —                        | —                        | —                        | —                        | —                        | —                        | 60                       | | Внеальбомный сингл                                   |
| «No Tears Left to Cry» | 2018 | 3                        | 1                        | 2                        | 6                        | 1                        | 6                        | 12                       | 1                        | 4                        | 10                       | 2                        | | Sweetener                                            |
| «God Is a Woman» | 2018 | 8                        | 5                        | 5                        | 17                       | 4                        | 27                       | 73                       | 13                       | 5                        | 12                       | 4                        | | Sweetener                                            |
| «Breathin» | 2018 | 12                       | 8                        | 15                       | 19                       | 5                        | 33                       | 11                       | 18                       | 11                       | 13                       | 8                        | | Sweetener                                            |
| «Thank U, Next» | 2018 | 1                        | 1                        | 1                        | 3                        | 1                        | 24                       | 24                       | 2                        | 1                        | 3                        | 1                        | | Thank U, Next                                        |
| «7 Rings» | 2019 | 1                        | 1                        | 1                        | 2                        | 1                        | 5                        | 21                       | 1                        | 1                        | 1                        | 1                        | | Thank U, Next                                        |
| «Break Up with Your Girlfriend, I'm Bored» | 2019 | 2                        | 2                        | 2                        | 4                        | 1                        | 35                       | —                        | 4                        | 1                        | 6                        | 1                        | | Thank U, Next                                        |
| «Boyfriend»(совместно с Social House) | 2019 | 8                        | 4                        | 5                        | 20                       | 3                        | 57                       | 38                       | 16                       | 4                        | 18                       | 4                        | | Everything Changed...                                |
| «Don’t Call Me Angel»(совместно с Майли Сайрус и Лана Дель Рей) | 2019 | 13                       | 4                        | 7                        | 22                       | 2                        | 39                       | 61                       | 13                       | 6                        | 25                       | 2                        | | Charlie's Angels: Original Motion Picture Soundtrack |
| «Stuck with U»(совместно с Джастином Бибером) | 2020 | 1                        | 3                        | 1                        | 5                        | 2                        | 23                       | 83                       | 4                        | 1                        | 8                        | 4                        | | Внеальбомный сингл                                   |
| «Rain On Me» (совместно с Леди Гагой) | 2020 | 1                        | 2                        | 1                        | 14                       | —                        | 5                        | —                        | —                        | 2                        | 8                        | 1                        | | Chromatica                                           |
| «Positions» | 2020 | 1                        | 1                        | 1                        | 4                        | —                        | 18                       | —                        | —                        | 1                        | 10                       | 1                        | | Positions                                            |
| «34+35» | 2020 | 2                        | 5                        | 5                        | 33                       | —                        | 82                       | —                        | —                        | 3                        | 34                       | 3                        | | Positions                                            |
| «POV» | 2021 | 27                       | 29                       | 31                       | —                        | —                        | —                        | —                        | —                        | 19                       | 83                       | 19                       | | Positions                                            |
| «Save Your Tears» (совместно с The Weeknd) | 2021 | 1                        | —                        | 1                        | —                        | —                        | —                        | —                        | —                        | 9                        | 3                        | —                        | | After Hours                                          |
| «—» означает, что песня не попала в чарт данной страны. |      |                          |                          |                          |                          |                          |                          |                          |                          |                          |                          |                          | |                                                      |

### Промосинглы
| Название                                                  | Год  | Пиковая позиция в чартах | Пиковая позиция в чартах | Пиковая позиция в чартах | Пиковая позиция в чартах | Пиковая позиция в чартах | Пиковая позиция в чартах | Пиковая позиция в чартах | Пиковая позиция в чартах | Пиковая позиция в чартах | Альбом                                                |
| Название                                                  | Год  | US                       | AUS                      | CAN                      | DEN                      | FRA                      | JPN                      | NLD                      | NZ                       | UK                       | Альбом                                                |
| --------------------------------------------------------- | ---- | ------------------------ | ------------------------ | ------------------------ | ------------------------ | ------------------------ | ------------------------ | ------------------------ | ------------------------ | ------------------------ | ----------------------------------------------------- |
| «Almost Is Never Enough» (совместно с Натаном Сайксом)    | 2013 | 82                       | —                        | —                        | —                        | —                        | —                        | —                        | —                        | 49                       | Yours Truly and The Mortal Instruments: City of Bones |
| «Best Mistake» (совместно с Big Sean)                     | 2014 | 49                       | 45                       | 39                       | 29                       | 103                      | 74                       | 67                       | 29                       | 154                      | My Everything                                         |
| «Be Alright»                                              | 2016 | 43                       | 52                       | 39                       | —                        | 75                       | 67                       | 89                       | —                        | 65                       | Dangerous Woman                                       |
| «Let Me Love You» (совместно с Lil Wayne)                 | 2016 | 99                       | 88                       | 73                       | —                        | 164                      | —                        | —                        | —                        | 180                      | Dangerous Woman                                       |
| «The Light Is Coming» (совместно с Ники Минаж)            | 2018 | 89                       | 60                       | 63                       | —                        | 70                       | —                        | 81                       | 2                        | 57                       | Sweetener                                             |
| «Imagine»                                                 | 2018 | 24                       | 15                       | 17                       | —                        | 110                      | —                        | 32                       | 16                       | 8                        | Thank U, Next                                         |
| «—» означает, что песня не попала в чарт в данной стране. |      |                          |                          |                          |                          |                          |                          |                          |                          |                          |                                                       |

## Музыкальные видео

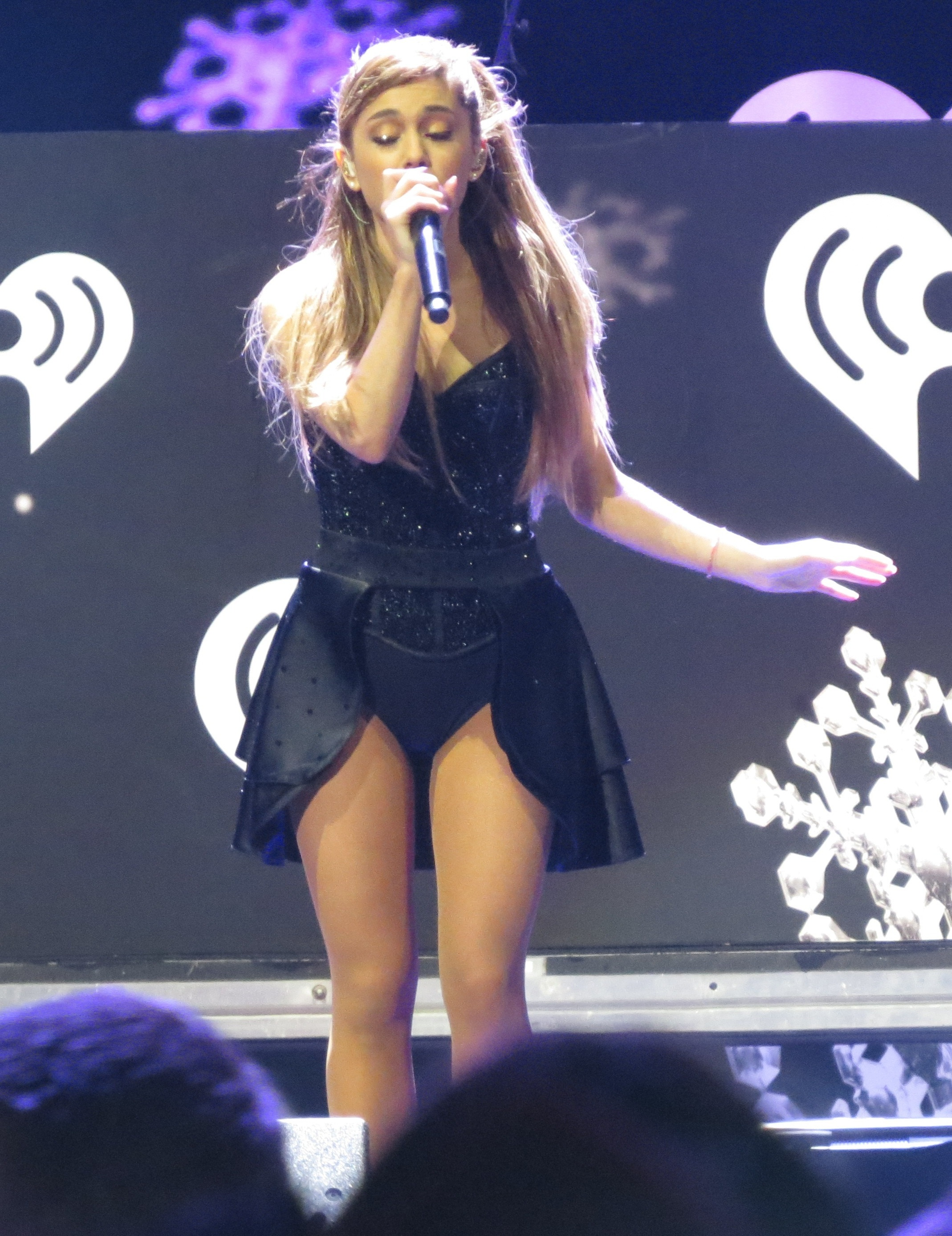
Гранде выступает на фестивале «Jingle Bell Ball», декабрь 2013 года

| Название                                 | Год            | Другие артисты              | Режиссёр                        | Прим.          |
| Главный артист                           | Главный артист | Главный артист              | Главный артист                  | Главный артист |
| ---------------------------------------- | -------------- | --------------------------- | ------------------------------- | -------------- |
| Put Your Hearts Up                       | 2011           | н/д                         | Джереми Альтер                  | [ 80 ]         |
| The Way                                  | 2013           | Мак Миллер                  | Джонс Кроу                      | [ 81 ]         |
| Almost Is Never Enough                   | 2013           | Натан Сайкс                 | Нев Тодорович                   | [ 82 ]         |
| Baby I                                   | 2013           | н/д                         | Райан Паллота                   | [ 83 ]         |
| Right There                              | 2013           | Big Sean                    | Нев Тодорович                   | [ 84 ]         |
| Problem (Lyric Video)                    | 2014           | Игги Азалия                 | Джонс Кроу                      | [ 85 ]         |
| Problem                                  | 2014           | Игги Азалия                 | The Young Astronauts            | [ 86 ]         |
| Break Free                               | 2014           | Zedd                        | Крис Пиллиеро                   | [ 87 ]         |
| Bang Bang                                | 2014           | Джесси Джей и Ники Минаж    | Ханна Люкс Дэвис                | [ 88 ]         |
| Love Me Harder (Lyric Video)             | 2014           | The Weeknd                  | Джонс Кроу                      | [ 89 ]         |
| Love Me Harder                           | 2014           | The Weeknd                  | Ханна Люкс Дэвис                | [ 90 ]         |
| Santa Tell Me                            | 2014           |                             | Альфредо Флорес Джонс Кроу      | [ 91 ]         |
| One Last Time                            | 2015           | Макс Ландис                 | [ 92 ]                          |                |
| E Più Ti Penso                           | 2015           | Андреа Бочелли              | Гуэтано Морболи                 | [ 93 ]         |
| Focus                                    | 2015           | н/д                         | Ханна Люкс Дэвис                | [ 94 ]         |
| Dangerous Woman                          | 2016           | н/д                         | The Young Astronauts            | [ 95 ]         |
| Let Me Love You                          | 2016           | Лил Уэйн                    | Grant Singer Матиас Конвингсвер | [ 96 ]         |
| Into You                                 | 2016           | н/д                         | Ханна Люкс Дэвис                | [ 97 ]         |
| Side To Side                             | 2016           | Ники Минаж                  | Ханна Люкс Дэвис                | [ 98 ]         |
| Don’t Be Gone Too Long                   | 2014           | Крис Браун                  | Крис Браун                      | [ 99 ]         |
| This Is Not a Feminist Song              | 2016           | SNL cast                    | Мэт Вилнес Османи Родригез      | [ 100 ]        |
| Faith                                    | 2016           | Ариана Гранде               | Universal                       | [ 101 ]        |
| Everyday                                 | 2017           | Future                      | Крис Маррис Пилиеро             | [ 102 ]        |
| Beauty And The Beast                     | 2017           | John Legend                 | Дэйв Мейерс                     | [ 103 ]        |
| No Tears Left To Cry                     | 2018           | н/д                         | Дейв Мейерс                     | [ 104 ]        |
| The Light Is Coming                      | 2018           | Ники Минаж                  | Дейв Мейерс                     | [ 105 ]        |
| Bed                                      | 2018           | Ники Минаж                  | Young Money Records             | [ 106 ]        |
| God is a woman                           | 2018           | н/д                         | Дейв Мейерс                     | [ 107 ]        |
| Dance To This                            | 2018           | Ариана Гранде               | Трой Сиван                      | [ 108 ]        |
| Breathin                                 | 2018           | н/д                         | Ханна Люкс Дэвис                | [ 109 ]        |
| Thank U, Next                            | 2018           | н/д                         | Ханна Люкс Дэвис                | [ 110 ]        |
| 7 rings                                  | 2019           | н/д                         | Ханна Люкс Дэвис                | [ 111 ]        |
| Break Up With Your Girlfriend, I'm Bored | 2019           | н/д                         | Ханна Люкс Дэвис                | [ 112 ]        |
| Monopoly                                 | 2019           | Виктория Монэ               | Макс Мартин, Рики Альварес      | [ 113 ]        |
| Boyfriend                                | 2019           | Social House                | Ханна Люкс Дэвис                | [ 114 ]        |
| Don't Call Me Angel                      | 2019           | Майли Сайрус и Lana Del Rey | Ханна Люкс Дэвис                | [ 115 ]        |
| Stuck With You                           | 2020           | Джастин Бибер               | Ариана Гранде, Джастин Бибер    | [ 116 ]        |
| Rain On Me                               | 2020           | Леди Гага                   | Дэйв Мейерс                     | [ 117 ]        |
| В качестве гостя                         |                |                             |                                 |                |
|                                          | 2010           | Виктория Джастис            | Маркус Вагнер                   | [ 118 ]        |
| Beggin' on Your Knees                    | 2011           | Виктория Джастис            | Маркус Вагнер                   | [ 119 ]        |
| Unfriend You                             | 2011           | Грейсон Ченс                | Марк Класфелд                   | [ 120 ]        |
| All I Want Is Everything                 | 2011           | Виктория Джастис            | Лекс Халаби                     | [ 121 ]        |
| Make It In America                       | 2012           | Виктория Джастис            | Анна Мастро                     | [ 122 ]        |